# Tấn công từng phần
Tấn công từng phần, đánh bại từng phần, hay đánh bại chi tiết là khái niệm quân sự chỉ hoạt động đưa một lực lượng quân đội tấn công từng đơn vị nhỏ của quân đối phương. Để tránh những rủi ro có khả năng dẫn đến tổn thất lớn khi đối đầu với quân đối phương mạnh hơn, cách thức này được thực thi nhằm tránh đối đầu với họ, nhưng ngược lại sẽ tấn công những đơn vị nhỏ hơn đóng ở những vị trí rời rạc. Với kết quả là dẫn đến sự kiệt sức quân đối phương và đạt chiến thắng cuối cùng.
Trong lịch sử quân sự của Đảng Cộng sản Việt Nam trước năm 1945 luôn phân biệt rõ "khởi nghĩa từng phần" và "tổng khởi nghĩa". Khi thời điểm thích hợp chưa đến chưa thể khởi động "tổng khởi nghĩa", hoạt động được sử dụng nhiều nhất là "khởi nghĩa từng phần". Đó là loại hình chiến đấu vũ trang hạn chế nhằm vào một số vùng trọng điểm. Tiêu hao một phần sinh lực quân thù và thúc đẩy tuyên truyền là điểm chính của loại khởi nghĩa này.

## Cơ sở
Cách thức tấn công này, đòi hỏi một quân đội có khả năng cơ động cao. Hoạt động tấn công phải diễn ra nhanh chóng. Việc tấn công phải tập trung quân số áp đảo hơn đơn vị đối phương, tấn công áp đảo cả về hỏa lực và mau chóng rời khỏi nơi đó trước khi viện binh địch được tăng cường.
Các mục tiêu dễ bị tấn công là những đơn vị rời rạc được triển khai xa với khu vực tập trung lớn của một đạo quân. Những vị trí xa xôi ít được yểm trợ hoặc được chi viện kịp thời sẽ bị tấn công và tiêu diệt.

## Tấn công từng phần chiến thuật
Hoạt động tấn công này diễn ra ở cấp độ trận đánh hoặc hoạt động chiến dịch. Khi phát hiện quân đối phương có những đơn vị hoạt động khá xa quân chủ lực, một kế hoạch tấn công sẽ được khởi động. Để bảo vệ quân của mình, quân đối phương sẽ chi viện, nhưng thường thì việc đó khá muộn, họ chỉ có thể tổ chức truy kích quân tấn công, nhưng hành động này thường dẫn đến hệ lụy rơi vào bẫy phục kích. Nhưng nếu tập trung tất cả đơn vị rời rạc của mình lại thì tính cơ động của đạo quân đó sẽ mất đi. Họ sẽ trở nên bị động trong tác chiến nhất là khi chiến sự đang diễn ra. Những vùng trống họ vừa bỏ đi sẽ mau chóng bị kẻ tấn công đưa quân đến lấp đầy.
Trong một cuộc giao chiến trên chiến trường, người chỉ huy sẽ quan sát và quyết định tấn công vào cánh quân nào của đối phương. Cụ thể, khi thấy pháo binh đối phương không được bảo vệ tốt, kỵ binh sẽ được lệnh xuất kích để tấn công tiêu diệt. Hoặc những đội hình bộ binh đối phương rời rạc nếu chia tách ở khoảng cách khá xa thì tiến hành tấn công diệt từng nhóm nhỏ, nếu họ tập hợp lại sẽ mất nhiều thời gian, trong tình huống đó người chỉ huy sẽ mau chóng cho quân của mình rời sang cánh khác, nếu đội hình bộ binh lớn đó theo đuổi, một trận địa pháo binh dọn sẵn sẽ chờ đợi họ. Như vậy, trong một trận đánh cụ thể, đơn vị quân địch bị chọn tấn công thường là những đơn vị kém cơ động, ít có khả năng xoay xở. Để có thể chiến đấu hiệu quả diệt từng đơn vị này, quân tấn công phải cơ động chợp lấy thời điểm tấn công đúng lúc, biết di chuyển để kéo giãn đội hình toàn quân đối phương và bẽ gãy tức khắc một cánh quân nào sơ hở.
Trong chiến tranh Đông Dương, Quân đội Nhân dân Việt Nam thường tổ chức tấn công từng phần trước khi tập trung quyết chiến ở Điện Biên Phủ.
Những thay đổi về phương pháp hoạt động đã bảo đảm cho chiến thuật đánh du kích (du kích chiến) từng bước chuyển sang chiến thuật đánh vận động bằng các tiểu đoàn tập trung (vận động chiến), thực hiện tiêu diệt từng bộ phận quân Pháp.
Trong trận Điện Biên Phủ, tướng Võ Nguyên Giáp đã chỉ đạo quân của mình không đánh nhanh thắng nhanh theo dự trù ban đầu mà đánh chậm rãi. Ông lệnh binh sĩ Việt Minh diệt từng cứ điểm phòng thủ một, kết hợp vây hãm toàn bộ hệ thống phòng ngự của quân Pháp, từ từ khép chặt vòng vây.
Một số trận hải chiến liên quan đánh bại từng phần: trận San Domingo năm 1806, Trận chiến quần đảo Falkland năm 1914.

## Tấn công từng phần chiến lược
Tấn công từng phần cũng xảy ra ở cấp độ chiến lược. Đó là hành động mà một quân đội đánh bại lực lượng vũ trang của từng quốc gia một, thay vì cùng lúc đánh nhiều nước. Nhưng điều này phải gắn với các hoạt động ngoại giao có tính chất lừa dối.
Trong chiến tranh thế giới lần thứ nhất, quân Đức dồn tổng lực tấn công mặt trận phía Đông nhằm đè bẹp quân Nga, sau đó chuyển quân tức tốc về mặt trận phía Tây đánh nhau với quân Anh và Pháp.
Đến chiến tranh thế giới thứ hai, quân đội Đức Quốc Xã dồn tổng lực tấn công ở phía Tây, sau khi đồng minh thất bại, nước Pháp đầu hàng ngày 22 tháng 6 năm 1940, Hitler bắt đầu cho triển khai kế hoạch dồn quân về phía Đông, chuẩn bị xâm lược Liên Xô.
Mùa thu năm 1940, quân Nhật triển khai đến Đông Dương, một bước của việc đưa quân đến Đông Nam Á để tấn công vào thời điểm hơn 1 năm sau đó.
Tấn công từng bước từng quốc gia có nhiều rủi ro, khi một nước bị tấn công những quốc gia khác sẽ bắt đầu có những hoạt động chuẩn bị đề phòng. Vì vậy, loại tấn công này đòi hỏi thời gian nhanh chóng, để đối phương không thể sẵn sàng đối phó. Hiểm nguy hơn, các nước có thể liên kết và có biện pháp ngăn chặn quân sự.